# مایا پترین
مایا پترین (کرواتی: Maja Petrin; ۳ ژوئیهٔ ۱۹۷۲ – ۴ مارس ۲۰۱۴) بازیگر اهل کرواسی بود. وی بین سال‌های ۱۹۹۳ تا ۲۰۱۴ میلادی فعالیت می‌کرد.